# Partos Bence
Partos Bence (Miskolc, 1993 -) magyar üzletember, pszichológus, a Mindset Pszichológia tulajdonosa, civil-startupper.
Egyéb érdekeltségei mellett az ország egyik legnagyobb komplex pszichológiai szolgáltatást nyújtó cégének, a Mindset Pszichológiának alapító-tulajdonosa és ügyvezető igazgatója. A Mandiner volt főszerkesztő-helyettese, majd felmondása után annak a Transzparens Újságírásért Alapítványnak a létrehozója, amelyet az Európai Unió által finanszírozott, európai médiahelyzetet vizsgáló, Centre For Media Pluralism and Media Freedom (CMPF) hivatalos szakértőjének kért fel és amely javaslatára a Fidesz-KDNP módosította a Büntető törvénykönyvet.
Partos a Mathias Corvinus Collegium korábbi oktatási főtanácsadója, valamint az intézmény Pszichológia Iskolájának alapítója és 2018-2020 között vezetője. A Highlights of Hungary nagykövete, kétszeres magyar bajnok birkózó.
A kormánykritikus sajtóban nevét gyakran összefüggésbe hozzák a Mathias Corvinus Collegium körüli gazdasági holdudvarral és Tombor András üzletemberrel.

## Karrier
Partos Bence 2015-ben kezdett újságíróként dolgozni a Mandiner.hu-nál. Az Amigos a gyerekekért jótékonysági szervezetről írt riportja Vízy Dorka-díjat kapott, melyet évente ítélnek oda egy-egy kiemelkedő újságírói teljesítmény elismeréseként. 2017-től 2019-ig a lap főszerkesztő-helyettese.
Ezzel párhuzamosan társalapítója, társtulajdonosa és ügyvezető igazgatója a Mindset Pszichológiának, valamint az annak tulajdonában álló Medicop Egészség Centrum Kft-nek, amely az ország egyik legnagyobb komplex pszichológiai szolgáltatást nyújtó cégcsoportja. A csoport bevétele 2022-ben elérte a félmilliárd forintot, 2023-ban pedig meghaladta a 600 millió forintot.  A Mindset pszichológiai tanácsadás mellett lap- és könyvkiadással, kutatással, oktatással és rendezvényszervezéssel is foglalkozik. A Mindset brand jelentős médiaeléréssel bír, több mint 100 ezren követik a Facebookon, szaklapjuk pedig az egyik legolvasottabb pszichológiai lap Magyarországon. Partos a Mindseten keresztül rendelkezésére álló nyilvánosságot nagyobb horderejű ügyek mentén aktívan használja is, az ukrán-orosz háború kirobbanásakor vagy a Covid-19 járvány idején például mentális akciótervet hirdetett a bajbajutottak megsegítésére. A Mindset hívta életre a Pszicho-Kávéház sorozatot, amely során állandó szakmai kerekasztalt állított fel egy-egy évadra olyan szakemberekből, mint például Orvos-Tóth Noémi, Forgács Attila vagy Fábri György.
A cég másik tulajdonosa Partos egykori MCC-s kollégiumi társa, Arany Bence cambridge-i egyetemen tanult közgazdász, aki egyebek mellett annak az Aero Investment Partners Zrt.-nek az ügyvezető igazgatója, amely tulajdonosa egy cseh vadászrepűlőgépgyárnak. A cég mögött Tombor András üzletember, az MCC alapítója áll.
Partos a Mathias Corvinus Collegium korábbi oktatási főtanácsadója, valamint az intézmény Pszichológia Iskolájának alapítója és 2018-2020 között vezetője. Partos vezetése alatt az MCC-Mindset Pszichológia Iskola szakmai felelőse Kozma-Vízkeleti Dániel, ismert családpszichoterapeuta, fővédnöke Nelson Mandela egykori kommunikációs tanácsadója, a Harvard egyetem és az MIT oktatója, prof. dr. David Venter. Az Iskola jelenlegi vezetője Dr. Bunford Nóra, az amerikai Ohio Egyetemen doktorált klinikai pszichológus, fővédnöke Dr. Pászthy Bea pszichiáter, a Semmelweis Egyetem klinikájának vezető főorvosa.
Több tényfeltáró cikk enged következtetni arra, hogy Partos érdekeltségi körébe tartozik a kormányzat drogpolitikáját megalapozó Drogkutató Intézet Nonprofit Kft. is, amely ugyanarra a címre van bejegyezve, mint a Mindset Pszichológia Kft.

## Közéleti szerepvállalás
2019-ben azért állt fel a Mandiner főszerkesztő-helyettesi pozíciójából, hogy megalapítsa a Transzparens Újságírásért Alapítványt, amely egy politikai entitásoktól független, mozgalmi jellegű civil startup. A szervezetet a francia üzletember, politológus Claude Chollet-val hozta létre 2020-ban. Az alapítvány társszervezete a párizsi székhelyű Observatoire du journalisme. A Transzparens létrehozásáról később a Portfoliónak így nyilatkozott: “Azért hagytam ott a közéleti újságírást, mert annak sokszor a legalapvetőbb működésmódjaival sem értettem egyet. A Transzparens Újságírásért Alapítványban azért dolgozunk, hogy megteremtsük Magyarországon a médiatudatosság kultúráját”. A Partos által alapított média startup menedzsere Nagy Károly, a Momentum Mozgalom egykori politikusa, a párt ifjúsági szervezetének alapítója. Az alapítvány médiatudatossági nagykövete Vastag Tamás magyar énekes, színész.
A Transzparens Újságírásért Alapítvány javaslatára 2023-ban Kocsis Máté, a Fidesz frakcióvezetője kezdeményezte a Büntető törvénykönyv módosítását, amelynek köszönhetően az újságírókat nem fenyegetheti börtönbüntetés, amennyiben tévednek munkájuk közben.
A Transzparens Újságírásért Alapítvány leginkább a Zsurnaliszta Vitaestekkel robbant be a köztudatba, amelyek során különböző hátterű és világlátású újságírókat ültettek egy asztalhoz. Megfordult náluk a magyar média színe-java, többek között a Telex, a Mandiner, a 444, a 24.hu, a Magyar Nemzet, az Index és Népszava is. Az alapítványt többször támadták a magyar médiában, leginkább annak vélt francia jobboldali kapcsolatrendszere miatt. Partos erre sajtóperek sorozatával válaszolt, amelyeket a bíróságon megnyert, így ezek eredményeként jogerős ítéletek születtek az Alapítvány függetlenségét és átláthatóságát alátámasztva. Az atlatszo.hu elleni győztes sajtópereket követően Partos Bence leült egy nyilvános vitára Bodoky Tamással, az atlatszo.hu társalapítójával, ügyvezetőjével. A sajtó “a magyar médiahelyzetről tartott példátlan vitaként” számolt be az eszmecseréről. Az ügyet Hont András is hasonlóképp kommentálta, szerinte “szinte példa nélküli, hogy egymással vitában, sőt perben álló felek a köztük lévő nézetütközést, amely magánlevelezésekben is folytatódik, szerkesztett formában a nyilvánosság számára hozzáférhetővé teszik”. A vita során Partos többek között kifejtette: “A független és objektív média ideája leáldozott”.
2023-ban Partost felkérték a Highlights of Hungary nagykövetének. A szervezet célja, hogy a kiválóság, a hazaszeretet és a cselekvő lokálpatriotizmus értékei mentén, évente elismerje és széles körben megismertesse a legkiválóbb magyar kreatív teljesítményeket, valamint közösséget szervezzen azok alkotói és alakítói köré.

## Sport
Gyermekkorától versenyszerűen birkózott a Dorogi Nehézatlétikai Club színeiben, melynek sportolói pályafutása után négy évig edzője is volt. Kétszeres magyar bajnok birkózó.

## Tanulmányok
Középfokú tanulmányait Esztergomban, az Árpád-házi Szent Erzsébet Gimnáziumban végezte el.
2016-ban diplomázott a Mathias Corvinus Collegium média szakán, majd 2018-ban az intézmény vezetőképző akadémiáját is elvégezte.
2015 és 2016 között az ELTE Illyés Sándor Szakkollégiumának tagja volt. 2016-ban, egyetemi évei alatt Partost köztársasági ösztöndíjjal tüntették ki, amelyet a felsőoktatási intézményekben tanuló hallgatók felső 0,8%-a kaphat meg kiemelkedő tanulmányi és szakmai eredményeik alapján. Ezt követően 2020-ban diplomázott pszichológusként az Eötvös Loránd Tudományegyetem pszichológia szakán.
Jelenleg az ELTE Filozófiatudományi Doktori Iskolájának tagja.

## Magánélet
Felesége Farkas Vera pszichológus, a Volumen Communications kommunikációs ügynökség tulajdonosa.
Kormányhoz közeli szerepvállalásait követően rohamos vagyon növekedés volt tapasztalható nála , amellyel felhívta magára a figyelmet ismerősei között. Sok baráttal és családtaggal vesztette el kapcsolatát gyanús vagyonosodása miatt. Ford Mustang és egy Royce-Royce birtokosa.